# Олександра Сизоненко
Олександра Сизоненко (нар. 23 квітня 1995, Київ) — українська акторка театру та кіно.

## Життєпис
Народилася 23 квітня 1995 року у Києві. У школі вела шкільну стінгазету та була старостою класу. Після закінчення школи навчалася на програмістку в Київському національному університеті технологій та дизайну, але на третьому курсі зрозуміла, що хоче бути акторкою.
У 2015 році закінчила Київський національний університет театру, кіно і телебачення імені Івана Карпенка-Карого (курс М. Рушковського).
Починаючи з 2015 року акторка Київського академічного Молодого театру.

## Доробок
У театрі
- Київський академічний Молодий театр:
  - Оленка — «Спека» за повістями І. Буніна «Наталі» та «Мітіна любов»[1];
- Київська академічна майстерня театрального мистецтва «Сузір'я»
  - «Диваки» за оповіданнями Василя Шукшина, режисери Сергій Сипливий та Софія Письман[2];
- Театр на Печерську
  - «Розпусник» за твором Еріка-Еммануеля Шмітта, режисер Олександр Крижановський.

У кіно
| Фільмографія | Фільмографія              | Фільмографія    | Фільмографія                               | Фільмографія                       | Фільмографія                            |
| Рік          | Фільм                     | Країна          | Виробник                                   | Режисер                            | Роль                                    |
| ------------ | ------------------------- | --------------- | ------------------------------------------ | ---------------------------------- | --------------------------------------- |
| 2016         | Центральна лікарня        | Україна         | «1+1 Продакшн»                             | Віра Яковенко                      | епізод                                  |
| 2016         | Гніздо горлиці            | Україна/ Італія | «Insightmedia Producing Center», «4 Rooms» | Тарас Ткаченко                     | Мирослава                               |
| 2016         | Не зарікайся              | Україна         | «Front Cinema»                             | Дмитро Гольдман, Сергій Кравець    | Богдана Матвієнко, донька Степана       |
| 2015         | За законами воєнного часу | Україна         | «Star Media»                               | Максим Мехеда                      | Воробушкіна, співробітник міліції       |
| 2014         | Тільки не відпускай мене  | Україна         | «Star Media»                               | Роман Бровко                       | Наташа Конопльова, головна роль         |
| 2014         | Особиста справа           | Україна         | «Film.ua»                                  | Володимир Мельниченко, Ігор Забара | Настя Фомічова, племінниця Баришникової |
| 2013         | Ти будеш моєю             | Україна         | «УПС»                                      | Анатолій Матешко                   | студентка                               |
| 2013         | Метелики                  | Україна         | «Film.ua»                                  | Віталій Воробйов                   | Галка, однокласниця Алі                 |